# Gävle centralstation

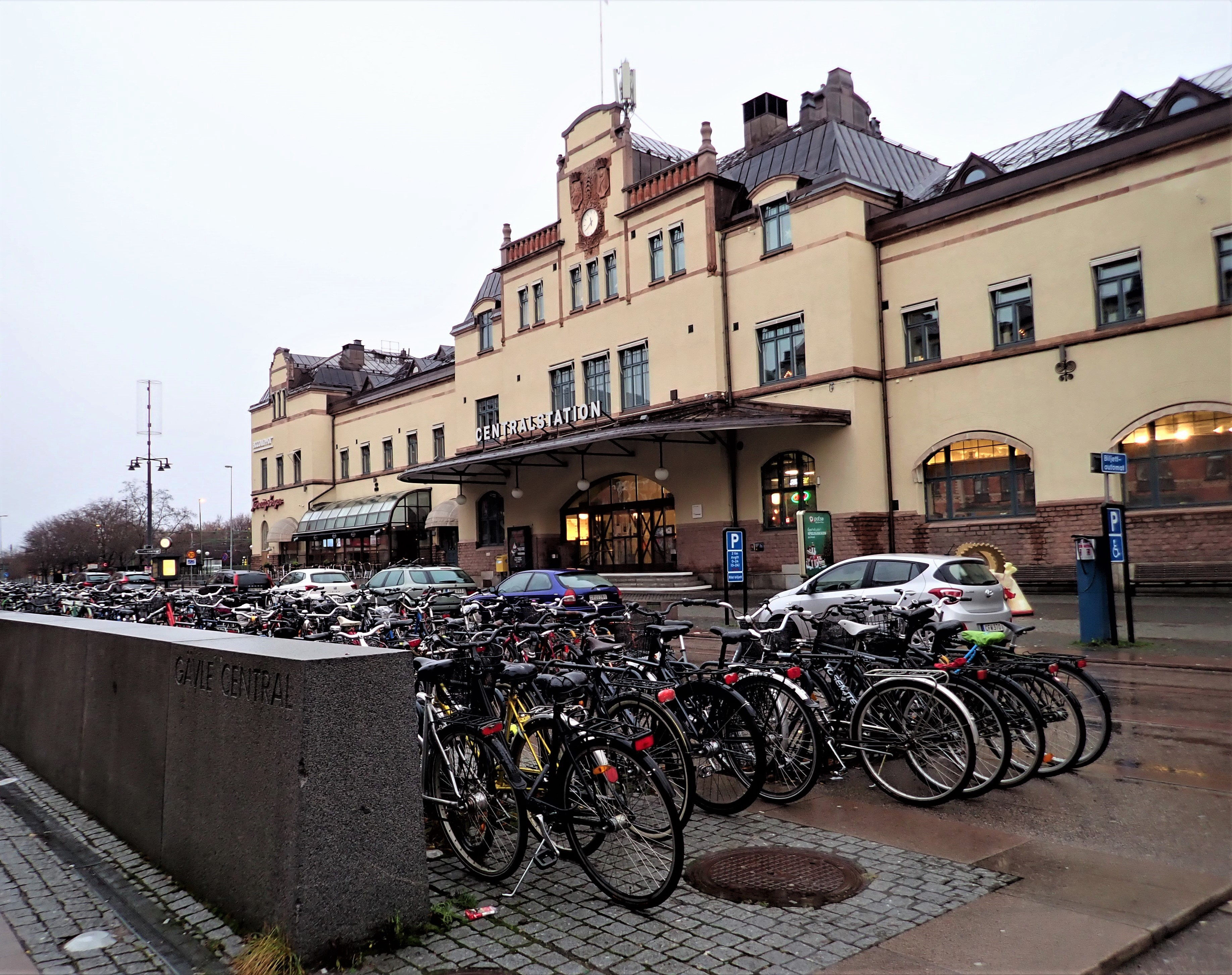
Centralplan med cykelparkering, 2019.

Gävle centralstation är en järnvägsstation i Gävle.
Det är, med undantag för lokaltågsstationen i Furuvik, den enda järnvägsstationen i Gävle kommun.
Den är belägen mellan Centralplan och Hamntorget, precis norr om Gavleån (plattformarna sträcker sig över ån). 
Centralstationen är en genomgående järnvägsstation för persontåg. Stationsbyggnaden, en av de största i landsorten, ritades för Gävle-Dala järnvägs (GDJ) räkning av stadsarkitekten Mårten Albert Spiering och uppfördes 1876–1877 som ersättning för den tidigare Gävle norra station som låg ute på Alderholmen. Centralstationen byggdes om år 1900–1901 under ledning av arkitekten Sigge Cronstedt. 
Stationen trafikerades inledningsvis endast av GDJ, eftersom rivaliteten mellan GDJ och Uppsala-Gävle järnväg var mycket stark. UGJ hade därför sin egen station, Gävle södra station, söder om Gavleån. Emellertid förstatligades UGJ år 1933 och SJ trafikerade i fortsättningen centralstationen. 
År 1937 elektrifierades spåren i samband med att sträckan Gävle–Uppsala elektrifierades.
Åren 2000–2004 genomfördes en större ombyggnad i samarbete mellan bland andra kommunen och ägaren Jernhusen av Hamntorget, Centralplan och centralstationen, under ledning av arkitekt Bengt Anefall på Gävle kommun. Bland annat togs alla övergångar i plan bort och hissar infördes. Det fjärde genomgående spåret (spår 4), tidigare godsspår, försågs med perrong. Stationens fem spår kan rent fysiskt som mest hantera åtta tåg samtidigt eftersom spår 2-4 är delade i nordliga och sydliga delar (2N, 2S, 3N, 3S, 4N, 4S), dock är det främst spår 2, (2N, 2S) som används på detta sätt, och då främst av lokaltåg.
Från stationshuset, som innehåller väntsal, konferenslokaler, restauranger och kaféer leder en luftig gångtunnel med trappor och hissar till de tre perrongerna. Tidningskiosken tillhör kedjan W H Smith efter att tidigare ha ingått i Pressbyrån.
Gävle C trafikeras av SJ, både egentrafik och trafik för Tåg i Bergslagen, samt av Vy, Mälartåg och X-Tåget.
Stationen har en IATA-kod, nämligen QYU. Med den kan man boka biljetter via flygets bokningssystem, till exempel i samband med flyg via Arlanda. Den tidigare flyglinjen Gävle-Arlanda har konkurrerats ut av tåget.
Här passerar Ostkustbanan medan Norra stambanan och Bergslagsbanan har ändstationer här. Söderut går även godsjärnvägen till Fliskär med anslutning till Billerud Korsnäs fabrik Gävle bruk (tidigare Korsnäs) liksom en anslutning till Järnvägsmuseet.

## Bildgalleri

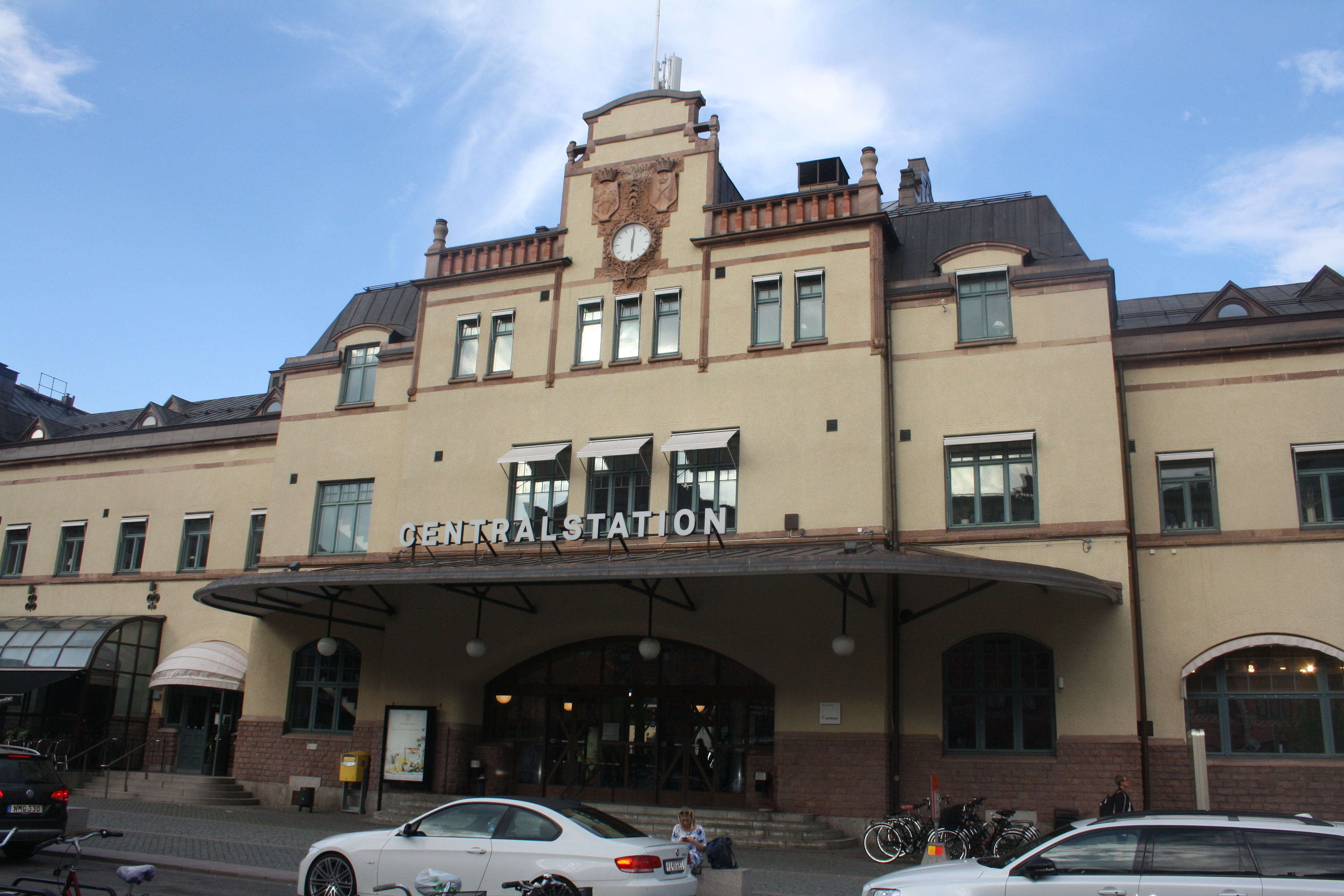
Huvudentrén till Gävle centralstation, 2016.
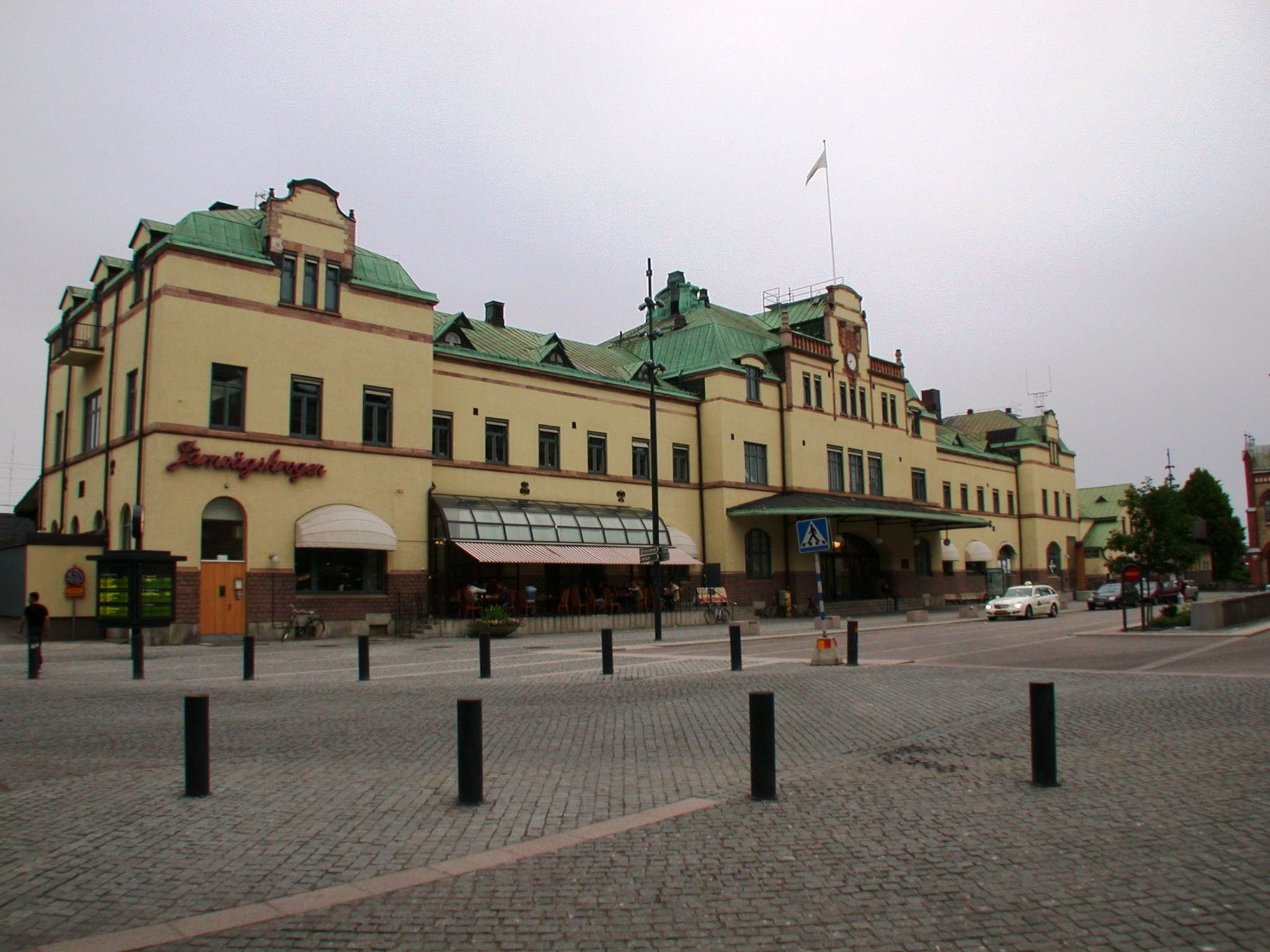
Gävle centralstation, 2007.